# Nightcrawler
Nightcrawler (Rondador Nocturno en España, Nocturno o Merodeador en Hispanoamérica) es un superhéroe ficticio que aparece en los cómics estadounidenses publicados por Marvel Comics, comúnmente en asociación con los X-Men. Creado por el escritor Len Wein y el artista Dave Cockrum, debutó en el cómic Giant-Size X-Men #1 (mayo de 1975). En el momento de su creación ya existía otro personaje de Marvel con el mismo nombre, pero con un guion (Night-Crawler), que luego fue cambiado a Dark-Crawler para evitar confusiones. En 2006 IGN.com situó a Kurt Wagner en el número 7 de su lista de los 25 miembros más relevantes de los X-Men durante sus cuarenta años de historia. En 2008 la propia Marvel publicó una lista de los 10 X-Men más destacados de todos los tiempos, lista en la que Nightcrawler aparecía en el número 4.
Nightcrawler es miembro de una subespecie ficticia de la humanidad conocida como mutantes, que poseen un gen X que puede causar posibles mutaciones físicas y, en muchos casos, otorga algún tipo de habilidad sobrehumana. Nightcrawler posee una agilidad sobrehumana, la capacidad de teletransportarse y manos y pies adhesivos. Sus mutaciones físicas incluyen un pelaje aterciopelado de color índigo que le permite volverse casi invisible en las sombras, pies de dos dedos y manos de tres dedos, ojos amarillos, orejas puntiagudas y una cola prensil. En las apariciones anteriores de Nightcrawler en los cómics, se lo representa como un bromista despreocupado y un fanático de la ficción de capa y espada. Nightcrawler es un Católico, y aunque esto no se enfatiza tanto en sus primeras apariciones en cómics, en representaciones posteriores Nightcrawler es más vocal sobre su fe. Originalmente se creía que era hijo de Mystique y Azazel, pero posteriormente se reveló que en realidad es hijo de Mystique y Destiny.
Desde su creación, Nightcrawler ha tenido una presencia regular en cómics y videojuegos relacionados con Marvel. Ha aparecido en un pequeño número de episodios de la serie animada X-Men de la década de 1990 y fue un personaje habitual de sus sucesores, X-Men: Evolution y Wolverine and the X-Men. Fue interpretado por Alan Cumming en la película X-Men 2 (2003), mientras que Kodi Smit-McPhee asumió el papel en X-Men: Apocalipsis (2016), Deadpool 2 (2018) y Dark Phoenix (2019).
Se dice originalmente que Nightcrawler es de un pequeño pueblo llamado Witzeldorf en el estado alemán de Baviera. En la serie animada X-Men, se dice que es Neuherzl, y en la película X2, hace repetidas referencias a su tiempo en el circo de Múnich, aunque nunca se especifica explícitamente de dónde es originario.

## Historial de publicaciones
Dave Cockrum creó originalmente Nightcrawler mientras estaba en la Armada de los Estados Unidos, estacionado en Guam. Él relató: "Me senté una noche en medio de un tifón porque era demasiado ruidoso para dormir, así que me quedé despierto y pensé en este personaje. Originalmente, Nightcrawler era un demonio del infierno que había fallado en una misión, y en lugar de regresar y enfrentar el castigo, decidió quedarse aquí en el mundo humano. Se suponía que era el compañero de otro personaje de superhéroe que había creado llamado El Intruso". En este punto, Nightcrawler usaba calzoncillos en lugar de un disfraz completo, pero por lo demás se veía idéntico a su versión final.
Cockrum presentó al personaje para formar parte de un grupo de personajes llamado The Outsiders (que no debe confundirse con el equipo posterior  The Outsiders), ambientado en el universo de la serie Legión de Super-Héroes de DC Comics. Como Nightcrawler había sido rechazado por DC, cuando Cockrum comenzó a trabajar en los nuevos X-Men en 1975, trajo el diseño de vestuario del personaje (y el aspecto inusual en general) a Marvel. Debido a que el editor Roy Thomas quería que los nuevos X-Men fueran un grupo multinacional, se decidió convertir a Nightcrawler en alemán.
Aunque fue un personaje de X-Men durante años, Nightcrawler no obtuvo su propio título de cómic (escrito y dibujado por Cockrum) hasta noviembre de 1985. En la serie limitada de cuatro números Nightcrawler, junto con Lockheed, viajan accidentalmente a varias dimensiones alternativas, encontrándose seres extraños como los Bamfs. Después de varias aventuras, Nightcrawler y Lockheed logran llegar a casa sanos y salvos.
En noviembre de 2002 se publicó una segunda serie limitada de cuatro números. Escrita por Chris Kipiniak y dibujada a lápiz por Matthew Dow Smith, se centra en la decisión de Nightcrawler de convertirse en sacerdote y sus intentos de luchar contra un grupo de traficantes de esclavos.
En septiembre de 2004, Marvel publicó el primer título en curso de Nightcrawler, escrito por Roberto Aguirre-Sacasa con portadas y lápices de Darick Robertson. La serie fue cancelada con el número doce.
En 2014, comenzó un nuevo título en curso de Nightcrawler, escrito por Chris Claremont. Esto también se canceló con el número doce.

### Senda de X
Nightcrawler protagonizó un libro en curso titulado Way of X, escrito por Si Spurrier e ilustrado por Bob Quinn. Se anunció en enero de 2021 para un debut en abril de 2021 como parte de Reign of X de la línea X-Men, luego de la conclusión del cruce de X of Swords. Se anuncia como una historia inteligente y psicodélica sobre la fe, la ciencia, la cultura, el amor y la ley.
La serie presentó el regreso de Legión y la amenaza de Onslaught a la nación mutante.
Un one-shot titulado X-Men: The Onslaught Revelation servirá como final del primer capítulo de la serie.
En abril de 2023, se anunció que Wagner protagonizaría una miniserie de 5 números titulada Uncanny Spider-Man, escrita por Spurrier e ilustrada por Lee Garbett como parte de Fall of X.

## Historia

### Orígenes
Kurt Wagner nació con ciertas características físicas inusuales, pero su poder de autoteletransportación no emergió hasta la pubertad. Margali Szardos, una hechicera y reina gitana, supuestamente encontró a Kurt una hora después de su nacimiento, en un pequeño refugio junto a la carretera en la Selva Negra con su padre muerto en la calle. Sin embargo, esta afirmación fue luego cuestionada, y posteriormente se comprobó que la madre de Kurt es Mystique, (también conocida como Raven Darkholme), y su padre es el caudillo demoníaco Azazel. Mystique reveló que ella lo arrojó a un pozo después de que una gran muchedumbre se enteró de la existencia de Kurt, y Azazel admitió que en realidad Kurt fue dejado en un río, en dirección a una cascada, y salvó a su hijo en secreto de la caída, dándole a su amante y amiga, Margali Szardos, para criarlo. Margali llevó al bebé al pequeño circo bávaro donde trabajaba como adivina, como cobertura para sus actividades como hechicera. Wagner nunca fue adoptado legalmente por nadie, pero fue criado por todos los miembros del circo, que no tenían prejuicios contra los mutantes. Margali actuó como la madre adoptiva no oficial de Kurt.
Posteriormente la verdadera paternidad de Kurt fue revelada como una mentira fabricada por el Profesor X en la mente de Mystique a petición de ella y su esposa Destiny (Irene Adler), para que todos olvidarán el verdadero origen de su hijo por su seguridad. Kurt es en realidad el hijo biológico de Destiny (Irene Adler) con Mystique, (quien en realidad es su padre biológico). Las dos mutantes concibieron a Kurt en secreto debido a la situación en la que se encontraban, por lo que Mystique fingió estar embarazada. Sin embargo, el plan de Irene detrás de la concepción de Kurt era hacerle creer a Azazel que Kurt era su hijo y el de Raven para evitar un futuro en el que Azazel conquistará el mundo, engañándolo para que este protegiera al niño que algún día lo derrotaría. Mystique sin saber de los planes de Destiny, dejó a Kurt escondido en un árbol para buscar a Destiny mientras era perseguida por la muchedumbre que iba tras de ellas cuando se separaron, siendo Irene la verdadera responsable de su desaparición, habiendo sido tomado por Margali Szardos bajos las instrucciones de Irene.
Kurt creció felizmente en el circo, y sus dos amigos más cercanos eran el hijo de Margali, Stefan y su hija Jimaine. Mucho antes de que emergiera su poder de teletransportación, Wagner tenía una tremenda agilidad natural, y en su adolescencia se había convertido en el acróbata y artista aéreo del circo. Las audiencias del circo asumieron que él era un humano de apariencia normal con un disfraz de demonio.
Años más tarde, el millonario de Texas, Arnos Jardine, que dirigía un gran circo con sede en Florida, se enteró del circo por el que Wagner trabajó y lo compró. Jardine pretendía trasladar sus mejores actos a su circo americano; Sin embargo, exigió que Wagner se colocó en el circo espectáculo de fenómenos. Jardine lo drogó para evitar el escape, pero un niño mutante joven con la capacidad de sentir a otros mutantes ayudó a Kurt a escapar. Asustado, Wagner se fue y se dirigió hacia Winzeldorf, Alemania, donde estaba su hermano adoptivo Stefan. Descubrió que Stefan se había vuelto loco y había matado brutalmente a varios niños. (Desde entonces se ha dicho que Stefan no se volvió realmente loco, sino que mató a los niños porque los había reconocido como demonios disfrazados). Cuando eran más jóvenes, Stefan hizo que Kurt le prometiera matarlo si alguna vez tomaba una vida inocente. Dos noches después de dejar el circo, Wagner encontró a Stefan y luchó contra él, esperando detener su alboroto. En el curso de la lucha, Stefan fue asesinado.
Los aldeanos de Winzeldorf, quienes asumieron por la aparición de Kurt que él fue quien mató a los niños, atacaron. Estaban a punto de matarlo cuando quedaron paralizados psíquicamente por el profesor Charles Xavier, que vino a reclutar a Wagner en los X-Men. Antes de irse a América, él y Xavier fueron al circo bávaro para explicar a Margali sobre la muerte de Stefan, pero Margali no estaba allí. Con el nombre en clave Nightcrawler, Wagner se convierte en miembro de los X-Men. Margali celebró a Wagner responsable del asesinato de Stefan y creó un facsímil del infierno de Dante Inferno en el que para castigarlo años más tarde. A través del uso del Ojo de Agamotto del Doctor Strange, que todo lo ve, aprendió la verdad y ella y Wagner se reconciliaron. Wagner se reunió felizmente con su hermana adoptiva Jimaine, quien se había mudado a los Estados Unidos y cambió su nombre por el de Amanda Sefton, que luego se convirtió en la novia de Kurt.
Algún tiempo después, Nightcrawler luchó contra Shagreen el Hechicero y se perdió en varias dimensiones, incluida la manifestación de un cuento de hadas que su compañera de equipo Kitty Pryde (Shadowcat) le contó a Illyana Rasputin (Magik). Fue allí donde Nightcrawler se encontró por primera vez con los Bamfs, criaturas extrañas que se parecían a versiones en miniatura de sí mismo y que aparecerían ocasionalmente durante algunas de sus futuras aventuras.
Poco después de esto, y una vez que se reincorporó a sus compañeros de equipo, una táctica diseñada para deshabilitar al super-Centinela Nimrod resultó contraproducente, y Kurt se encontró a merced de una multitud enojada sin su capacidad de teletransportación. Fue rescatado por Shadowcat, Colossus y Magik, pero temía haber perdido su habilidad para siempre. Su poder regresó, pero lo dejó agotado y vulnerable cuando lo usó, lo que nuevamente llevó a la duda sobre su valor para el equipo. Durante la Masacre de Mutantes (el asalto de los Merodeadores en los túneles de Morlock), este agotamiento lo dejó vulnerable a un ataque de Riptide, que lo dejó en un estado de coma.

### Excalibur
Mientras se recupera de estas lesiones, sus compañeros X-Men aparentemente fueron asesinados en una misión en Dallas. No mucho después, Nightcrawler y sus compañeros de equipo Shadowcat y Rachel Summers se fueron para unirse al Capitán Gran Bretaña en una aventura en el Reino Unido. Lucharon contra el grupo de mercenarios interdimensionales de Gatecrasher conocido como Technet. Los héroes trabajaron juntos tan bien que decidieron formar un grupo al que llamaron Excalibur. El Capitán Gran Bretaña originalmente asumió el liderazgo del grupo, pero Nightcrawler asumió gradualmente la responsabilidad. Cuando el capitán Gran Bretaña y Meggan, la relación pasó por un momento difícil, Nightcrawler se interesó en Meggan, un sentimiento que era correspondido pero nunca consumado. Durante su tiempo con Excalibur, se hizo cargo de Technet, cambiándole el nombre de 'N-Men', y se involucró románticamente con su compañera de equipo, Cerise antes de irse a juicio ante el Shi'ar. Más tarde, su exnovia, Amanda Sefton, se unió al equipo y los dos continuaron su relación anterior. Ella dejó el equipo para tomar el control del Limbo, una tarea que la mantenía alejada de la Tierra, pero los dos seguían siendo amigos cercanos. Temiendo que se la robaran, Amanda escondió mágicamente la espada del alma dentro del cuerpo de Nightcrawler.

### De nuevo con los X-Men
Durante un tiempo, Kitty Pryde y Nightcrawler expresaron cierto resentimiento contra los X-Men después de sus muertes supuestas. Después de la boda del Capitán Britania y Meggan, Excalibur se disuelve y Nightcrawler vuelve a los X-Men con Kitty y Coloso. Sin embargo, tan pronto como regresan, se enfrentan a un grupo de impostores que siguen a Cerebro, bajo la apariencia del Profesor X.
Con la intención de dedicar más tiempo al sacerdocio, Nightcrawler comparte el liderazgo del equipo con Arcángel. Sin embargo, su trabajo como sacerdote se vuelve a convertir en una ilusión; de hecho, nunca había alcanzado el sacerdocio. También conoció a sus medios hermanos Nils Styger, alias Abyss y Kiwi Black. Con ellos, Nightcrawler derrotó a su padre Azazel, quien había tratado de usarlo como un peón para escapar de su prisión.
Más tarde, Nightcrawler se convirtió en el nuevo líder del equipo Uncanny X-Men junto a Wolverine, Bishop, Psylocke, Cannonball y Marvel Girl. En la última misión contra los Foursaken, Nightcrawler llevó a Marvel Girl, Psylocke, Bishop y Cannonball a Central Park. Más tarde ayudaron a Tormenta a liberar a África del control de su tío.
Posteriormente, el Profesor X reclutó a Nightcrawler, junto con Darwin, Kaos, Rachel Summers, Warpath y Polaris, para participar en una misión espacial para detener a Vulcan de atacar el Imperio Shi'Ar. Durante la batalla con Vulcan, Nightcrawler ayudó a que el Profesor X y Darwin heridos regresaran a su nave espacial. Mientras estaba allí, tratando de salvar al Profesor X, Lilandra envió a la nave de regreso a la Tierra, dejando atrás a la mitad del equipo. 
Kurt todavía era parte del equipo del Profesor X, ayudando a Charles a encontrar a Magneto antes que el gobierno, mientras que el resto del equipo buscó a los Morlocks.

### House of M
En la historia de "House of M" de 2005, Nightcrawler formó parte del equipo S.H.I.E.L.D. de Wolverine y ayudó a Mystique a localizarlo. Después de que su memoria regresó, él ayudó en la confrontación final contra Magneto. Al regresar a la verdadera realidad, se teletransportó rápidamente alrededor de la mansión para encontrar a Wolverine bajo las órdenes de los Cíclopes, ya que ambos hombres temían que Wolverine hubiera perdido sus poderes y, por lo tanto, fuera vulnerable al envenenamiento por metales causado por su esqueleto de adamantium.

### "Second Coming" y Muerte
En la historia de X-Men: Second Coming de 2010, los X-Men viajaron a Westchester cuando detectaron a Cable y Hope allí. El descubrimiento de Nightcrawler de los métodos letales utilizados por X-Force condujo a una discusión entre él y Cyclops. Mientras se teletransportaba durante una batalla con Bastion, Bastion extendió su brazo hacia el espacio en el que materializaría a Nightcrawler. Nightcrawler rematerializado alrededor del brazo de Bastion, fusionándose con él. Aunque herido de muerte, logró teletransportar a Hope a Utopia, diciéndole antes de que expirara que creía en ella.

### Vida Futura
A pesar de su muerte, Nightcrawler continuó ayudando a sus amigos. Cuando Wolverine estaba poseído por un demonio llamado Hellverine, Nightcrawler entró en la mente de su amigo para ayudarlo a expulsar al invasor. Los otros X-Men que entraron en la mente de Logan para ayudarlo asumieron que Nightcrawler era solo una manifestación de la mente de Wolverine, en lugar de la real.

### Resurrección
Nightcrawler pasó su estadía en el Cielo junto con el Profesor X, pero a pesar de disfrutar del paraíso, Nightcrawler continuó sintiendo que tenía asuntos pendientes, permaneciendo en la periferia en lugar de unirse al coro celestial. Cuando Azazel lanzó un ataque al cielo usando su conexión con Kurt como puerta, Nightcrawler ordenó a algunos Bamfs que crearan un portal al cielo dentro de la Escuela de Educación Superior Jean Grey, lo que le permitió convocar a los X-Men para ayudarlo en su lucha. Habiendo reunido a sus amigos, Kurt usó a los Bamfs y su conexión con Azazel para restablecer la vida en la Tierra, evitando así que Azazel volviera a atacar el Cielo al unirlos a ambos, aunque esto provocó que Kurt sacrificara su propia alma para asegurarse de que Azazel no pueda volver al cielo. Posteriormente asisten a su fiesta de "Bienvenida" todos los X-Men, incluida la rama del equipo de Cyclops. A pesar de las tensiones entre ellos, Nightcrawler declaró que quería que toda su familia estuviera presente. Nightcrawler más tarde abandonó la fiesta para enfrentarse a Mystique cuando estaba liberando a Azazel.
Con el aliento de Tormenta y Rachel, Nightcrawler aceptó un puesto de profesor en la Escuela Jean Gray, donde formó un vínculo con el alumno Scorpion Boy. Mientras intentaba reunirse con Amanda, Margali lo engañó para que le concediera un santuario en la escuela, donde extrajo a la fuerza el conocimiento sobre el Más Allá de la Bestia y la Tormenta para abrir un portal a Afterlife. Nightcrawler y Amanda lograron frustrarla, pero a costa de que Amanda quedara atrapada en el Vacío. Posteriormente, Nightcrawler y Scorpion Boy se enfrentaron a los Piratas Carmesí, que actuaron en nombre de Tullamore Voge, bajo la custodia de un joven mutante llamado Ziggy Karst, que posteriormente se unió a la Escuela Jean Grey. Poco después, Nightcrawler y Bloody Bess se vieron obligados a luchar contra sus compañeros Piratas Carmesí y X-Men, todos controlados mentalmente por el Rey Sombra resucitado. La lucha terminó con los piratas secuestrando a Ziggy y Scorpion Boy y apuñalando fatalmente a Nightcrawler; pero en su camino a la otra vida fue interceptado por Amanda, Wolverine y el Fénix, quienes lo alentaron a regresar. Junto con Bess y los Bamfs, viajó al mercado interdimensional de esclavos para niños de Voge y rescató a Ziggy y Scorpion Boy, luchando contra los secuaces de Voge y los Warwolves. Al final, derrotaron a Voge, rompieron su raqueta de esclavitud y devolvieron a los niños esclavizados, llevándolos a la escuela a los huérfanos de los esclavistas.
Durante la historia de Civil War II de 2016, tanto Tormenta como Magneto tuvieron un conflicto por su cuenta para salvar a la raza mutante de la Niebla Terrigena. Tormenta y los otros X-Men que la siguieron decidieron apoyar al lado del Capitán Marvel, para requerir la ayuda de los Inhumanos para resolver la extinción de su clase de respirar esa niebla. Nightcrawler decidió unirse a Magneto y al lado de Iron Man. Más tarde se unió a la escuela mutante de Kitty Pryde, y finalmente desarrolló sentimientos románticos a su amiga y compañera Rachel.

### Krakoa
Cuando se estableció la colonia mutante de Krakoa, a Kurt se le otorgó un puesto en el consejo, ayudando a dar forma a las leyes de esta nueva sociedad mutante. Sin embargo, las preocupaciones religiosas de Kurt lo llevaron a decidir formar una religión mutante.

## Poderes y habilidades
Nightcrawler es un mutante con habilidad para teleportarse a sí mismo y a las ropas que vista, a su vez puede transportar una cierta cantidad adicional de masa que se encuentre en contacto con él. Se transporta desplazándose a otra dimensión, viajando a través de ella, y después regresando a su propia dimensión a una cierta distancia del punto de partida. Nightcrawler determina inconscientemente su punto de regreso. Todo el proceso ocurre tan rápidamente que Nightcrawler no se da cuenta de que está en otra dimensión. Nightcrawler se guía a través de la otra dimensión inconscientemente, gracias a un sentido de la orientación. Aunque Nightcrawler controla su habilidad de teletransporte conscientemente, sus poderes no son psiónicos. Estos se dan como resultado de una reacción bio-química/física la cual es accionada mentalmente.
Cuando desaparece al teleportarse, deja tras de si una humareda con un olor semejante al azufre ardiente. Esta es una pequeña porción de la atmósfera de la otra dimensión, que escapa mientras Nightcrawler pasa de una dimensión a otra. Su teletransportación es invariablemente acompañada por el tenue sonido de la implosión de aire que se precipita para llenar el vacío dejado en donde se encuentra el volumen de Nightcrawler.
Mientras mayor sea la distancia por la cual se transporte Nightcrawler, más difícil y más exhaustivo es para él conseguir el "salto" teleportacional. Es más fácil para él, transportarse entre el norte y el sur (junto a las líneas de fuerzas magnéticas de la Tierra) que transportarse de este a oeste (en contra de las líneas magnéticas). Bajo condiciones óptimas, transportando solo su vestimenta, Nightcrawler puede desplazarse una distancia de 2 millas (este-oeste) y más de 3 millas (norte-sur). Efectuar una transportación vertical es difícil y peligroso. Nightcrawler ha efectuado un «salto» teleportacional vertical de 2 millas, empujándose a sus límites físicos.
Nightcrawler tiene una inconsciencia extrasensorial limitada. Esta habilidad evita que él se transporte a un sitio en el que algo más ocupe el espacio en ese momento, de tal manera que Nightcrawler nunca podría finalizar un «salto» apareciendo con los pies debajo del suelo, lo que ocasionaría su muerte. Sin embargo, como esta habilidad es muy limitada, Nightcrawler no se teletransporta a ningún lugar que no pueda visualizar o que no haya visualizado antes. Si Nightcrawler se teletransporta a un área desconocida, podría correr el riesgo de materializarse parcial o completamente dentro de un objeto sólido.
El poder de Nightcrawler desplaza automáticamente líquidos y gases cuando el llega en el curso de una teletransportación. El impulso de Nightcrawler es retenido a través del proceso de teleportación: el llega con la misma inercia que tenía. Por ejemplo, si el estuviera cayendo desde una gran altura, no podría teleportarse hacia el suelo con el fin de salvarse; aterrizaría con la misma velocidad con la que se teleportó. Puede substraer esta inercia al teleportarse pequeñas distancias hacia arriba.
Es un hábil espadachín y un excelente acróbata. Puede desvanecerse en las sombras.
Posee reflejos y agilidad sobrehumana.
Tiene la capacidad de adherise a superficies con alta inclinación o incluso en techos (esto gracias a su piel, y sus tres dedos gruesos y opuestos con garras en manos y piernas). Visión nocturna super avanzada y un gran sentido de precisión y orientación. También posee una cola prensil y unos dientes desarrollados y afilados.

## Parientes conocidos
- Raven Darkholme (alias Mystique/Mística), madre / padre biológico
- Irene Adler (alias Destiny) madre biológica
- Graydon Creed, medio hermano, muerto
- Rogue, hermana adoptiva
- Margali Szardos, madre adoptiva,
- Amanda Sefton (alias Daytripper), hermana adoptiva
- Stefan, hermano adoptivo, muerto

## Otras versiones

### Era de Apocalipsis
En Era de Apocalipsis, Nightcrawler tiene una relación más estrecha con Mística, su madre. Mística deja entrever que Sabretooth podría ser su padre biológico de este universo. Este Nightcrawler recientemente se instaló en el Universo Marvel «oficial» como miembro de Fuerza-X.

### Dinastía de M
Nightcrawler aparece como miembro de SHIELD.

### Ultimate Nightcrawler
Nightcrawler solo tiene 14 años, y fue parte del Proyecto Arma X. Fue rescatado por los X-Men y se unió a ellos. Tiene sentimientos amorosos hacia Dazzler, pero ésta mantiene una relación con Ángel. En un intento desesperado de ganar su corazón la rapta bajo la falsa excusa de un ataque a la mansión, pero luego es detenido por los X-Men y entra en un coma inducido accidentalmente por Rogue. Cuando despierta huye y deja los X-Men. Se transforma en líder de los Morlocks. Fallece trágicamente ahogado en el Ultimátum de Magneto.

### Amalgam Comics
Nightcrawler se fusiona con Creeper de DC Comics para conformar a Night Creeper.

## En otros medios

### Televisión
- Nightcrawler aparece en el episodio 23 "The X-Men Adventure" de la serie de dibujos animados de 1981 Spider-Man and His Amazing Friends con la voz de Stan Jones.
- Nightcrawler aparece con la voz de Neil Ross en la caricatura de 1989 X-Men: Pryde of the X-Men, el episodio piloto de una serie de dibujos animados de los X-Men que no llegó a ser producida.
- Nightcrawler aparece en los episodios "Nightcrawler" y "Bloodlines" de la serie animada X-Men de 1992 con la voz de Adrian Hough, se le muestra como un monje en una abadía suiza, perseguido por uno de sus superiores y los habitantes de la ciudad que le creen un demonio. Nightcrawler también hace breves apariciones en los episodios "Repo Man" y "One Man's Worth, Part I".
  - Nightcrawler aparece en el episodio de X-Men '97 "Remember It", nuevamente con la voz de Adrian Hough.[64]
- Nightcrawler es uno de los personajes principales en la serie animada del 2000, X-Men: Evolution interpretado con la voz de Brad Swaile en la versión en inglés. Esta versión, es mucho más joven en esta encarnación, un estudiante del Instituto Xavier inseguro sobre su apariencia. Desarrolla un romance de largo tiempo con la humana Amanda Sefton, aunque a diferencia de los cómics, ellos dos no tienen ninguna relación anterior como "hermanos". Al igual que los cómics, esta serie revela que Mystique es su madre biológica y que Rogue es su hermana adoptiva.
- Nightcrawler es un personaje recurrente en la serie animada de 2008 Wolverine and the X-Men, aparece con la voz de Liam O'Brien en los episodios "La Retrospección, Parte 1", "X-Calibre", "Saludos de Genosha", "Cotos de Caza", "Reacción", "Breakdown", "Rover", "Ases y Ochos", "Sombras de Grey ", y el final de la serie de tres partes, "Foresight". Al comienzo de la serie, deja a los X-Men cuando se disuelven, y más tarde se ve ayudando a los refugiados mutantes que viajan en barcos piratas. Él entra en una relación romántica fuerte con la Bruja Escarlata, a pesar de estar en lados opuestos, y finalmente vuelve a los X-Men.

### Versión cinematográfica
El personaje solo apareció en tres películas lanzadas en 2003, 2016 y muy recientemente en 2018 aunque solo hizo un cameo. La compañía 20th Century Fox había estado tratando de introducir a Nightcrawler en otras dos películas de la franquicia X-Men. En uno de los primeros guiones de X-Men, escrito por Michael Chabon, Nightcrawler fue incluido, pero se cortó cuando se desechó el guion. De acuerdo con el director Bryan Singer, Nightcrawler iba a aparecer en X-Men: días del futuro pasado, pero sintió que estaban forzando "demasiados mutantes en la historia".
- Nightcrawler es interpretado por Alan Cumming en X-Men 2. William Stryker le lava el cerebro a Nightcrawler con un suero que contiene el fluido cerebral extraído de su hijo mutante Jason y lo envía a asesinar al Presidente de los Estados Unidos. Él ayuda a los X-Men a entrar en la base de Stryker en el Lago Alkali. El personaje no ha vuelto a aparecer en la secuela de esta película, ni en ninguno de los spin off y precuelas producidas posteriormente excepto en la precuela estrenada en 2016.

- Una versión adolescente de Nightcrawler apareció en la película de 2016 X-Men: Apocalipsis interpretado por Kodi Smit-McPhee. Inicialmente forzado a competir en peleas mutantes de jaulas contra Ángel, él es rescatado por Raven, que trata de llevarlo a un lugar seguro antes de que una noticia sobre Magneto la motive a buscar ayuda de Xavier. La mansión se destruye por causa de Havok, cuando eso sucede, Hank McCoy, Raven, Peter y Moira MacTaggert son capturados por el coronel William Stryker, entonces Nightcrawler trabaja con Scott Summers y Jean Grey para rescatarlos, teletransportándose con los otros dos al helicóptero mientras Jean usa su telepatía para evitar que los vean. Después de rescatar a los otros, los X-Men viajan a El Cairo para enfrentarse a Apocalipsis, donde Nightcrawler salva a Xavier antes de que Apocalipsis transfiriera su mente al cuerpo de él, luego ayuda a sus compañeros a escapar de un jet que se precipitó hacia abajo y se estrelló matando a Ángel quien los estaba persiguiendo, pero teletransportar a tanta gente lo deja exhausto y se desmaya hasta que la pelea termina. Al final de la película, se muestra como uno de los nuevos X-Men.

- Smit-McPhee repite el papel en un breve cameo en Deadpool 2, y aparecerá por última vez en la secuela Dark Phoenix.

### Videojuegos
- X-Men: Mutant Academy II
- X-Men Legends
- X-Men Legends II: Rise of Apocalypse
- Marvel: Avengers Alliance
- X-Men: Destiny
- Marvel vs. Capcom 3: Fate of Two Worlds
- Marvel Heroes
- Marvel Ultimate Alliance
- Marvel Ultimate Alliance 3
- Marvel: Contest of Champions

### Música
- Weezer- In the garage Nightcrawler es mencionado en el primer verso.